# Total normalidad
Total normalidad es un famoso copete de la portada del diario argentino Clarín publicado el 25 de marzo de 1976, un día después del golpe de Estado de 1976, cuyo título fue «Las fuerzas armadas ejercen el gobierno», anunciando y celebrando el inicio de la última dictadura cívico-militar argentina (1976-1983) pero sin nombrarlo como tal. Este titular se ha convertido en un ejemplo del claro colaboracionismo existente entre los medios de comunicación, la última dictadura (autodenominada Proceso de Reorganización Nacional) y el terrorismo de Estado llevado a cabo por la misma.

## Otras tapas deClarín

### Precedentes
El día anterior a la tapa de "Total normalidad", el 24 de marzo de 1976, el diario también publicó una nota de tapa que no hacía mención al golpe de Estado directamente: el medio tituló «Nuevo gobierno», mencionando que la junta asumía ante el «vacío de poder» luego del «alejamiento» de María Estela Martínez de Perón del gobierno, sin especificar la obviedad del golpe militar.

### Siguientes durante democracia
El 27 de junio de 2002 Clarín titulaba «La crisis causó 2 nuevas muertes» adjudicando en el título a la crisis el asesinato del día anterior de los piqueteros Maximiliano Kosteki y Darío Santillán, en la Masacre de Avellaneda. A pesar de que el diario tenía fotos en su poder que comprobaban que el asesinato había sido realizado por integrantes de la Policía Bonaerense, no las publicó ni informó del hecho. Esta tapa motivó la creación de un documental homónimo.

## Impacto social
La tapa ha sido nombrada reiteradas veces por políticos, periodistas y otras personas. También fue usada como escrache al diario considerándola una de las tapas en las que se manipuló información de eventos importantes.